# FK BSK Borča
FK BSK Borča (sârbă Фудбалски клуб БСК Борча) este un club de fotbal sârbesc cu sediul în Belgrad.Echipa susține meciurile de acasă pe Stadionul Borča cu o capacitate de 3.500 de locuri.